# Dobrovac
Dobrovac es una localidad de Croacia situada en el municipio de Lipik, en el condado de Požega-Eslavonia. Según el censo de 2021, tiene una población de 304 habitantes.

## Demografía
| Gráfica de población de Dobrovac 1869-2021                         |
|                                                                    |
| Según los censos de población de la Oficina de Estadísticas Croata |